# رادیومتر پیشرفته با وضوح بسیار بالا

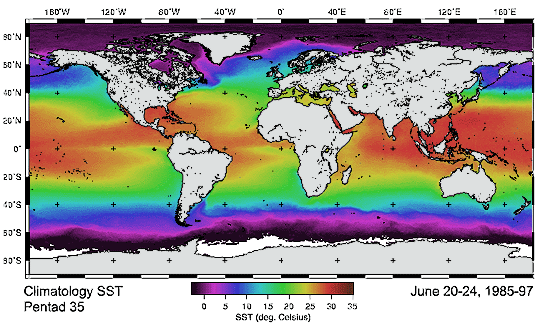
تصویری از دمای سطح دریا در جهان که توسط ماهواره‌های NOAA و AVHRR برداشت شده است.

رادیومتر پیشرفته با وضوح بسیار بالا (انگلیسی: Advanced very-high-resolution radiometer) که به اختصار AVHRR نامیده می‌شود، ابزار و سنجنده‌ای فضایی است که بازتابش زمین را در پنج باند طیفی وسیع و نزدیک به استانداردهای امروزی اندازه‌گیری می‌کند. بیشتر این رادیومترها توسط سکوهای مدار قطبی متعلق اداره ملی اقیانوسی و جوی ایالات متحده آمریکا (NOAA)حمل می‌شوند. دو پرتوسنج نخست به سنجش نور سرخ (۰،۶ میکرومتر) و فروسرخ (۰،۹ میکرومتر) می‌پردازد. پرتوسنج سوم به پایش طیف ۳،۵ میکرومتری و دو پرتوسنج آخر انرژی حرارتی بازتابی زمین را در طول موج ۱۱ و ۱۲ میکرومتری پایش می‌کنند. ماهواره NOAA دارای زمان گذر استوایی 0730 و 1930 بر پایه زمان خورشیدی محلی است.